# Billet de 5 francs Pasteur
Pour les articles homonymes, voir 5 francs.
Recto
Verso
Chronologie
5 nouveaux francs Victor Hugo
Le 5 francs Pasteur est un billet de banque français créé le 5 mai 1966 et émis à compter du 3 janvier 1967 par la Banque de France. Il succède au 5 nouveaux francs Victor Hugo. Il est le dernier billet de cinq francs.

## Historique
Ce billet polychrome exécuté en taille-douce appartient à la série des « créateurs et scientifiques célèbres » lancée par la Banque de France à partir de 1963 et qui comprend Voltaire, Racine, Corneille et Molière.
Il est imprimé de mai 1966 à janvier 1970. Il commence à être retiré de la circulation le 6 juin 1971 et est définitivement privé de cours légal le 1er novembre 1972.
Son tirage total est de 320 000 000 d'exemplaires.
Il s'agit du dernier billet de 5 francs émis par la banque de France. Par la suite, la plus petite coupure sera 10 francs, jusque dans les années 1980, à l'arrivée du 20 francs Debussy.

## Description
Il a été peint par Pierrette Lambert et gravé par Gilbert Poilliot et Henri Renaud.
Les tons dominants sont le jaune-vert et le bleu.
Au recto : à droite, portrait en buste de Pasteur à la rosette inspiré du dessin d'Eugène-André Champollion conservé au musée Sarret de Grozon, avec en fond le bâtiment de l'Institut Pasteur situé au 25 rue du Docteur Roux à Paris. La frise extérieure est constituée de branches de mûriers.
Au verso : à gauche, le même portrait de Pasteur tournée vers la statue en bronze d'Émile-Louis Truffot représentant le berger Jean-Baptiste Jupille, deuxième enfant sauvé de la rage. Au fond, un microscope et des éprouvettes représentant le laboratoire de Pasteur et sur la frise extérieure des animaux ayant servi à ses expériences, ainsi que des cristaux et des reproductions de mosaïques, lesquelles tapissent la crypte du tombeau de Pasteur.
Le filigrane représente le profil de Pasteur portant un calot de laboratoire, d'après une gravure d'Oscar Roty (1888).
Ses dimensions sont de 140 mm x 75 mm.